# Space Nuclear Auxiliary Power Shot
Space Nuclear Auxiliary Power Shot, Snapshot – amerykański wojskowy satelita technologiczny. Służył do testów silnika jonowego zasilanego reaktorem SNAP-10A – jedynym reaktorem jądrowym wyniesionym w kosmos przez Stany Zjednoczone i pierwszym pracującym w kosmosie reaktorem w historii.

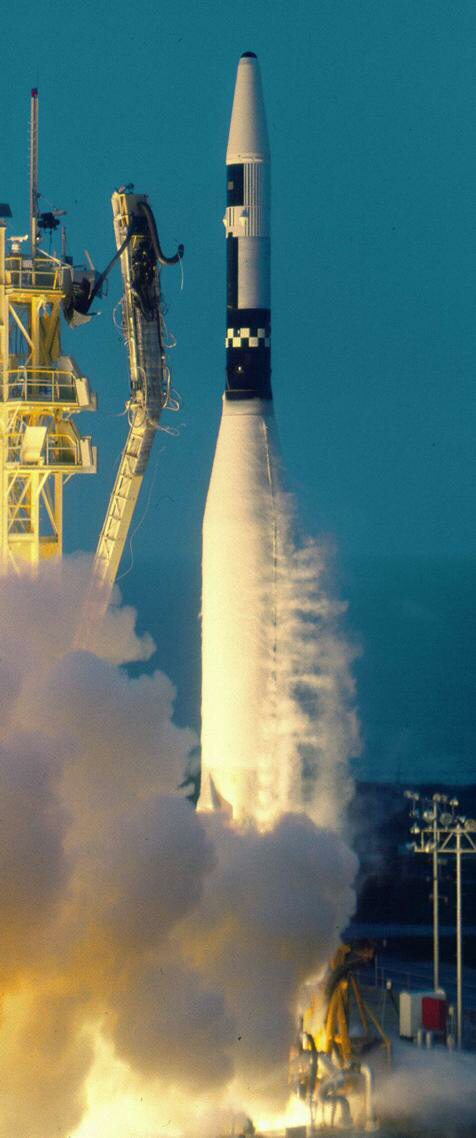
Start rakiety Atlas Agena D z satelitą Snapshot

Reaktor zapewniał energię elektryczną silnikowi jonowemu na paliwo cezowe, o ciągu 8,5 mN. Silnik został wyłączony po godzinie pracy, gdy pojawiły się skoki wysokiego napięcia, które powodowały interferencję z czujnikami systemu kierowania położeniem statku (sztucznym horyzontem). 
Reaktor kontynuował pracę z mocą cieplną 39 kW (500 W elektrycznej) przez kolejne 43 dni, aż do usterki układu telemetrii satelity.
Satelita pozostaje na orbicie okołoziemskiej, której trwałość szacuje się na 4000-5000 lat.

## Rozpad
Od listopada 1979 roku obserwuje się spontaniczny rozpad satelity. Nieznane są jego przyczyny. Nie wiadomo też, czy w przestrzeń kosmiczną zostały uwolnione substancje radioaktywne. Siły zbrojne USA śledzą radarowo 51 elementów satelity. Obserwacje naukowe z 2007 roku wykazały fragmentację statku na co najmniej 60 kolejnych elementów. Wszystkie prócz dwóch miały wielkość poniżej 10 cm. 